# Gerhard Aumüller
Gerhard Aumüller (* 19. November 1942 in Arolsen) ist ein deutscher Mediziner und war Professor für Anatomie und Zellbiologie an der Philipps-Universität Marburg. Außerdem ist er als Orgelhistoriker hervorgetreten.

## Leben und Wirken
Nach dem Abitur studierte Gerhard „Gerd“ Aumüller von 1963 bis 1968 Medizin, Anthropologie und Zoologie an den Universitäten in Mainz, Marburg und Würzburg. Er promovierte 1969 in Mainz. Im Bereich Anatomie war er von 1969 bis 1971 Wissenschaftlicher Assistent an der Universität Mainz und von 1972 bis 1975 an der Universität Heidelberg. Er habilitierte sich 1974 in Heidelberg im Bereich Anatomie, Embryologie und Histologie.
Von 1975 bis 1977 war er Dozent für Anatomie und wurde 1977 als Professor für Anatomie in Marburg berufen. Anlässlich seiner Emeritierung  im Jahr 2008 erhielt er vom Landeswohlfahrtsverband Hessen die Ehrenplakette in Gold. Aumüller publizierte nicht nur im Bereich Anatomie, sondern auch zur Medizingeschichte, insbesondere zur Zeit des Nationalsozialismus. Bis 2012 war er Leiter des Marburger Museums anatomicum.
Mit seinem wissenschaftlichen Schwerpunkt Reproduktionsbiologie war er von 1995 bis 2007 Mitglied der European Academy of Andrology. Weitere Mitgliedschaften in wissenschaftlichen Gesellschaften umfassen die Anatomische Gesellschaft, die Gesellschaft für Histochemie, die Deutsche Gesellschaft für Andrologie, die American Society of Andrology und die Gesellschaft zum Studium der Fertilität und der Sterilität. Von 1995 bis 2000 war er Chefredakteur der Zeitschrift Andrology.
Zudem hat Aumüller den historischen Orgelbau erforscht und vor allem zum klassischen Orgelbau in Hessen und Westfalen veröffentlicht. Er ist seit 2000 Mitglied der Historischen Kommission für Hessen und wurde 2012 in den Beirat der Internationalen Heinrich Schütz-Gesellschaft (ISG) gewählt.
Für seine medizin- und musikhistorischen Forschungen wurde Gerhard Aumüller 2017 mit dem Verdienstorden der Bundesrepublik Deutschland (Bundesverdienstkreuz) ausgezeichnet.
Aumüller lebt in Münchhausen (am Christenberg). Die Übersetzerin Uli Aumüller ist seine Schwester.

## Schriften (Auswahl)
Medizin
- Prostate Gland and Seminal Vesicles (= L. Vollrath, Andreas Oksche (Hrsg.): Handbuch der mikroskopischen Anatomie des Menschen. Band 7, Teil 6). Springer, Heidelberg 1979, S. 1–374.
- Benedict Stillings (1810–1879). Untersuchungen über das Rückenmark. Ein Wendepunkt in der neuroanatomischen Forschung. In: Medizinhistorisches Journal. 19, 1984, S. 53–69.
- Hals, Kopf. In: Anatomie. 208 Tabellen. 2. Auflage. Thieme, Stuttgart 2010, ISBN 978-3-13-136042-7, S. 888–1053.
- Gerhard Aumüller et al. (Hrsg.): Die Marburger Medizinische Fakultät im „Dritten Reich“ (= Academia Marburgensis. Band 8). Saur, München 2001, ISBN 3-598-24570-X.
- mit Wiebke Kloth: Geschichte der Anatomie und der Botanik an der Medizinischen Fakultät der Academia Julia zu Helmstedt (= Beiträge zur Geschichte des Landkreises und der ehemaligen Universität Helmstedt. Band 27). Landkreis Helmstedt, Helmstedt 2018, ISBN 978-3-937733-28-9.

Musikgeschichte
- Orgeln, Orgelbauer und Organisten der Schütz-Zeit in Hessen. In: Schütz-Jahrbuch. Band 34, 2012, S. 111–136.
- Esaias Compenius and his Family. In: Det Nationalhistoriske Museum Frederiksborg Slot (Hrsg.): The Compenius Organ / Compenius-orglet. Hillerød 2012, ISBN 978-87-87237-73-4, S. 64–83.
- mit Wolf Hobohm, Dorothea Schröder: Harmonie des klanglichen und der Erscheinungsform – Die Bedeutung der Orgelbauerfamilien Beck und Compenius für die mitteldeutsche Orgelkunst der Zeit vor Heinrich Schütz. In: Schütz-Jahrbuch. Band 32, 2010, S. 51–105.
- mit Dorothea Schröder, Dietrich Kollmannsperger: Subtile Patronage? Die westfälische Organistenfamilie Busse und ihre Beziehungen zu Kaspar von Fürstenberg (1545–1618). In: Jahrbuch für mitteldeutsche Kirchen- und Ordensgeschichte. 5. Jg. 2009, S. 47–103.
- mit Barbara Uppenkamp: Fakten und Fragen zur Herkunft der Marburger Schloss-Orgel. In: Zeitschrift des Vereins für hessische Geschichte und Landeskunde. Band 113, 2008, S. 152–164 (online [PDF; 630 kB]).
- Orgeln und Orgelbauer in Hessen zur Zeit der Landgrafen Wilhelm IV. und Moritz des Gelehrten. In: Acta Organologica. Band 28, 2004, S. 37–64.
- Gerhard Aumüller et al. (Hrsg.): Duale Reihe Anatomie. 5. Auflage. Thieme, Stuttgart 2020, ISBN 978-3-13-243502-5.
- mit Sigrid Wirth: Musik am Waldecker Grafenhof im 16. Jahrhundert. Das „Waldecker Lautenmanuskript“ als musik- und mentalitätsgeschichtliches Dokument. (Mit Musikbeispielen auf CD) (= Waldeckische Historische Hefte. 10). Waldeckischer Geschichtsverein, Bad Arolsen 2013, ISBN 978-3-9813344-7-0.
- Einblicke in die Lebenswelt von Heinrich Schütz während seiner Jugendjahre in Hessen. In: Schütz-Jahrbuch. 35, 2013, S. 77–152.
- „Mit Pauken und Trompeten“ – Die Hofmusik unter Landgraf Carl. In: Holger T. Gräf, Christoph Kampmann, Bernd Küster (Hrsg.): Landgraf Carl (1654–1730). Fürstliches Planen und Handeln zwischen Innovation und Tradition (= Veröffentlichungen der Historischen Kommission für Hessen. 87). Historische Kommission für Hessen, Marburg 2017, ISBN 978-3-942225-39-7, S. 315–329.
- „Die Psalmen Davids“ von Heinrich Schütz im Spiegel der Psalmkompositionen von Caspar Textorius und Michael Praetorius. In: Schütz-Jahrbuch. 40, 2018, S. S59–582.